# Qiuwo
Qiuwo (kinesiska: 秋窝, 秋窝乡) är en socken i Kina. Den ligger i den autonoma regionen Tibet, i den sydvästra delen av landet, omkring 360 kilometer väster om regionhuvudstaden Lhasa. Antalet invånare är 6 707. Befolkningen består av 3 301 kvinnor och 3 406 män. Barn under 15 år utgör 26,0 %, vuxna 15-64 år 66 %, och äldre över 65 år 7,0 %.
Genomsnittlig årsnederbörd är 521 millimeter. Den regnigaste månaden är juli, med i genomsnitt 171 mm nederbörd, och den torraste är mars, med 2 mm nederbörd.